# قطره
| |  |  |
| نگاره راست: قطره آبی که از شیر آب جدا شده‌است و پیرو آن قطرات ریزتر در حال گسستن هستند. نگاره وسط: لحظه تشکیل قطره آب هنگام سقوط از منبع نگاره چپ: پاشیدن قطرات آب به اطراف در اثر ضربه جسم خارجی |  |  |

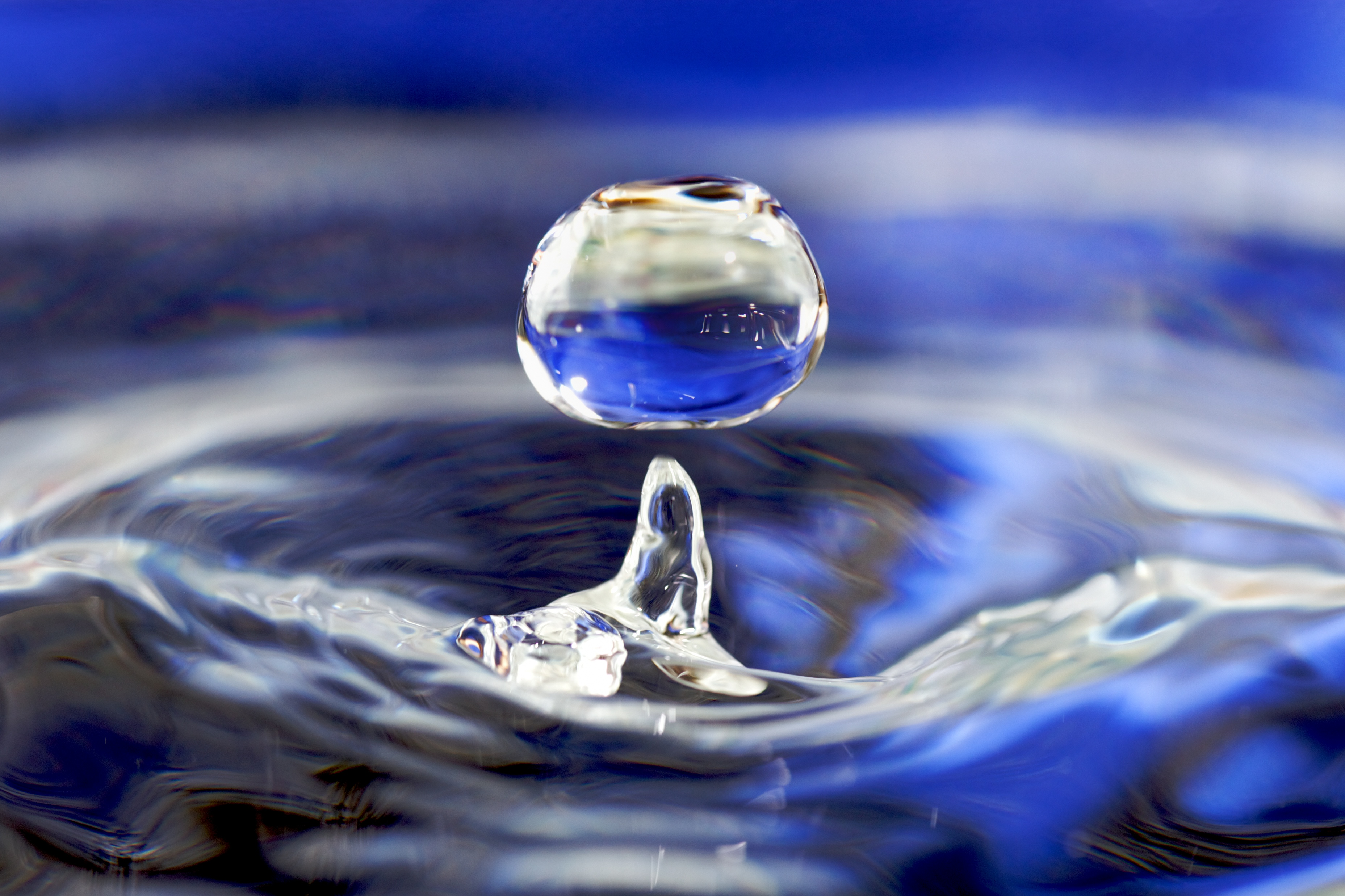
قطره آب

ژیگ، چِکّه یا قطره جزء کوچکی از مایع است که در اثر سقوط آزاد، ضربه، میعان یا فشار از منبع اصلی خود دور شده یا از طریق انسجام مولکولی حاصل می‌گردد. قطره مایع مثل قطره آب ممکن است از طریق جاذبه زمین و رها شدن از جایگاه مادر به وجود بیاید. همچنین این قطرات از ضربه و برخورد جسم خارجی به سطح آزاد مایع نیز حاصل می‌شوند. یکی دیگر از شیوه‌های تشکیل قطره مایع، میعان است، به عنوان مثال در برخی از فصول سال با خنک شدن هوا بخار آب مخلوط شده با هوا بر روی سطوحی نظیر برگ درختان و نظایر آن میعان کرده و با پایین آمدن درجه حرارت، تشکیل قطره آب را می‌دهند.
هر سی سی برابر با تقریباً بین ۲۰ تا ۳۰ قطره است هر سی‌سی نیز برابر با یک میلی‌لیتر است و چنانچه چگالی مادهٔ موردنظر برابر با چگالی آب باشد، هر میلی‌لیتر نیز برابر با یک گرم می‌باشد؛ یعنی به‌عبارت بهتر، یک سی‌سی آب برابر با یک میلی‌لیتر آب و برابر با یک گرم آب است.
یکی از جدید ترین تحقیقات موجود درمورد قطره‌ی آب تاثیر تاریخ روزیست که قطره در لیوان آب چکیده میشود. پروفسور خورخه سایْنِس، دانشمند اسپانیایی، در تحقیق سی ساله‌ی خود، هر روز در طول این سی سال، یک قطره آب در شرایط محیطی یکسان به داخل لیوان آیی ثابت و یکسان چکاند. او متوجه شد که صدای چکیدن قطره در لیوان در طول ۳۶۵ روز سال، هر روز یک صدای متفاوت در دارد. این به این معناست که نت و گام های صدای چکیده شدن قطره در روز های مختلف و شرایط محیطی کاملا یکسان، متفاوت است. هر روز یک صدای متفاوت و منحصر به فرد دریافت میکرد. در روز های یکسان سال های متفاوت (مثلا ۳ اسفند ۱۴۰۲ و ۳ اسفند ۱۴۰۳) صدایی که دریافت میشد دقیقا یکسان بود. او به این موضوع پی برد که در مجموع ۳۶۶ صدای مختلف برای سقوط قطره آب در یک لیوان یکسان وجود دارد. (۳۶۵ صدا برای روز های عادی سال و یک صدای کاملا متفاوت برای روز آخر سال کبیسه) او هرگز دلیل این موضوع را کشف نکرد و صرفا متوجه ارتباط تاریخ با صدای چکیده شدن قطره آب شد. تاکنون داشنمندان زیادی در پی تکمیل تحقیق وی بودند از جمله دو دانشمند پرتغالی و همکار، گنزالو راموس و نونو مندز. اما تاکنون هیچکس نتوانسته ارتباط دقیق بین تاریخ و صدای چکیده شدن قطره آب را متوجه بشود.

## تشکیل
در هنگام سقوط چکه آب، نیروی جاذبه زمین به عنوان نیروی تحریک‌کننده عمل نموده و نیروهای ناشی از پیوستگی مولکولی مایع نیز به صورت نیروی مخالف مقاومت می‌کنند البته در موارد مختلف بسته به میزان اثر نسبی نیروها ممکن است از برخی نیروها صرف نظر شود ولی در مسایلی که سیال در یک سطح با هوا تماس دارد نیروهای کششی زمین نقش اصلی خواهند داشت.

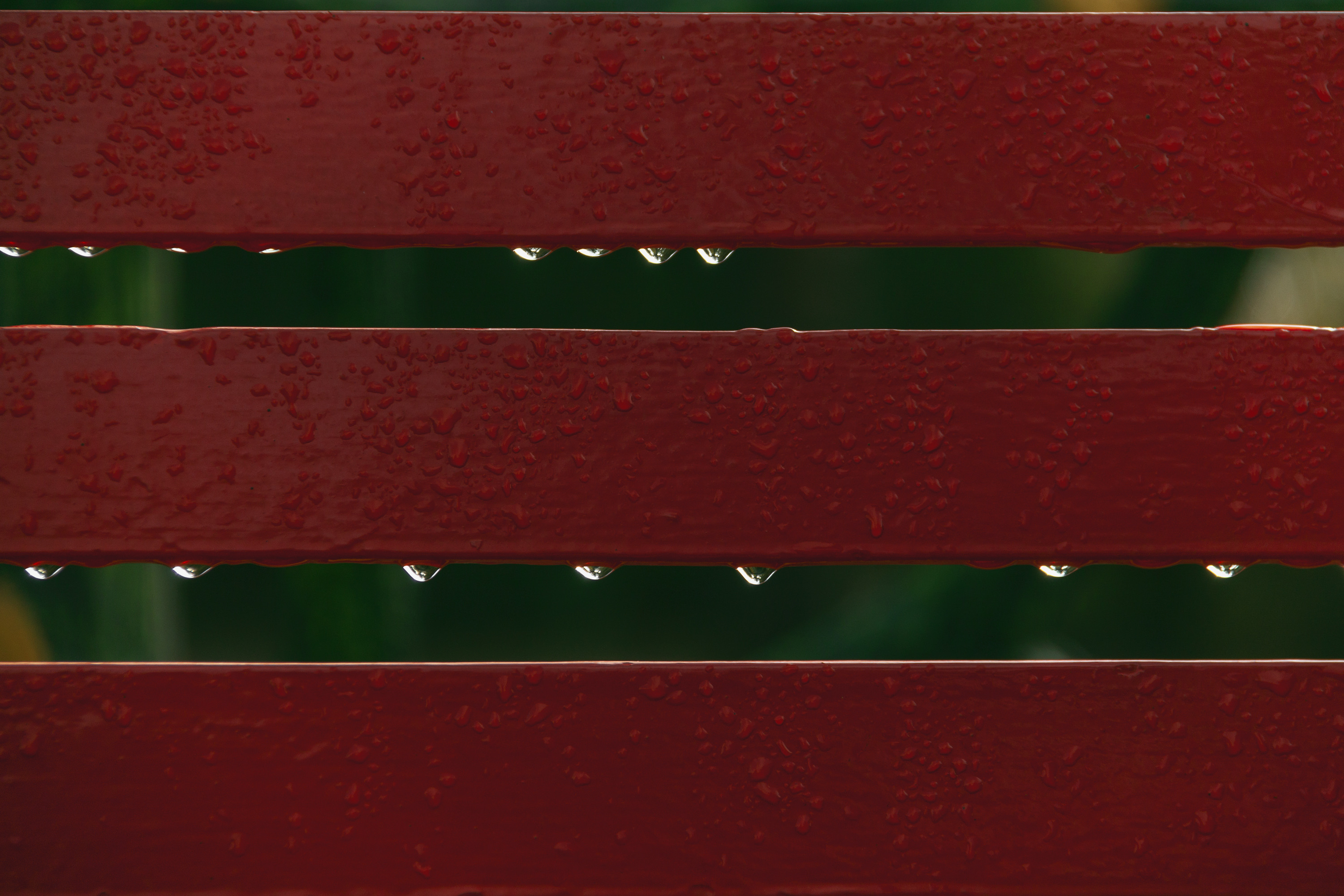
قطره‌های باران بر روی صندلی پارک

## قطرات مایع در فضا
هنگامی که آب در روی کره زمین قراردارد، چه درون یک دریاچه باشد، چه درون یک فنجان، گرانش زمین آن را به سمت پایین می‌کشد و آن را به شکل ظرفی درمی‌آورد که درون آن قرار دارد؛ ولی در فضا تأثیرات گرانش طور دیگری است. اجسامی که در مدار زمین قرار دارند، همچنان تحت اثر گرانش زمین قرار دارند، ولی در حالت سقوط آزاد هستند، یعنی در حالی که به سوی زمین سرنگون می‌شوند، در حال حرکت مداری، حرکت پی در پی جانبی، هستند. این وضعیت در عمل باعث ایجاد حالت بی‌وزنی در آن‌ها می‌شود. قطرات مایعات در محیط فضا در فقدان نیروی وزن، تحت اثر نیروی کشش سطحی به شکل کروی در می‌آیند. کشش بین مولکول‌ها در سطح آب باعث می‌شود، آن‌ها مثل پوسته‌ای کشسان عمل کنند. هر مولکول با کششی برابر مولکول‌های کناریش را به طرف خود می‌کشد. این دسته مولکول‌هایی که مانند آهنرباهایی کوچک محکم به سوی هم کشیده می‌شوند، به صورت کوچک‌ترین سطح ممکن در یک حجم هندسی یعنی به شکل یک کره در می‌آیند.

## قطره در داروسازی

یک شیر آب درحال چکه کردن

یکی از اشکال ساخت و مصرف داروهای مایع در داروسازی قطره است مانند قطره استامینوفن. قطره به جز داروهای اطفال در داروهای چشمی، بینی و گوشی نیز کاربرد زیادی دارد. در پزشکی، قطره‌ها دارای شکل استانداردی هستند که هر بیست قطره آن برابر یک سی سی (میلی لیتر) می‌باشد. در صورت نیاز به دانستن دقیق میزان دارو یا مایعات دیگر به میلی لیتر (سی سی) می‌توان از سرنگ‌های تزریق مدرج استفاده کرد.

## نگارخانه
<gallery>
پرونده:Blue Droplet.jpg|
پرونده:2006-01-28 drop-impact backjet.jpg|
پرونده:Water splashes 001.jpg|
پرونده:Water drop on a leaf.jpg|
پرونده:Raindrop on a fern frond.jpg|
پرونده:Asteraceae03.JPG|
پرونده:A small flower refracted in rain droplets.jpg|
پرونده:Water droplet lying on a damask.jpg|قطره آب